# Adição conjugada nucleofílica

Adição conjugada nucleofílica

Adição conjugada nucleofílica é um tipo de reação orgânica. Adições nucleofílicas ordinárias ou adições 1,2-nucleofílicas lidam principalmente com adições a compostos de carbonila. Compostos alquenos simples não mostram reatividade 1,2 devido à falta de polaridade, salvo se o alqueno é ativado com substituintes especiais. Com compostos de carbonila α,β-insaturados tais como cicloexenona, pode ser deduzida das estruturas de ressonância que a posição β é um sítio eletrofílico, o qual pode reagir com um nucleófilo. A carga negativa nestas estruturas é armazenada em um ânion alcóxido. Uma adição nucleofílica é chamada de adição conjugada nucleofílica ou adição 1,4-nucleofílica. Os alquenos ativados mais importantes são as acima mencionadas carbonilas e acrilonitrilas conjugadas.

## Reações
- Carbonilos conjugados reagem com aminas secundárias para formar 3-aminocarbonilos (3-cetoaminas). Por exemplo, a adição conjugada de metilamina ao ciclo-hexen-2-ona dá o composto 3- (N-metilamino) -ciclo-hexanona.
- Carbonilos conjugados reagem com cianeto de hidrogênio a 1,4-ceto-nitrilos. Ver hidrocianação de carbonilos insaturados. Na reação de Nagata, a fonte de cianeto é o cianeto de dietilalumínio.
- O reagente de Gilman é um nucleófilo eficaz para adições de 1,4 a carbonilos conjugados.
- A reação de Michael envolve adições conjugadas de enolatos a carbonilos conjugados. A anelação de Robinson é um caso específico.
- A reação de enamina da Stork envolve a adição conjugada de enaminas a carbonilos conjugados.